# جياني موتا
جياني موتا (بالإيطالية: Gianni Motta)‏ مواليد 13 مارس 1943 في إيطاليا، هو دراج إيطالي.

## سباقات أو مراحل فاز بها
- طواف سويسرا
- طواف إيطاليا

## روابط خارجية
- جياني موتا على موقع أرشيف الدراجات (الإنجليزية)
- جياني موتا على موقع إحصائيات الدراجات الإحترافية (الإنجليزية)
- جياني موتا على موقع CycleBase (الإنجليزية)